# Фусэн-рю
Фусэн-рю (яп. 不遷流) — древняя школа дзюдзюцу, классическое боевое искусство Японии, основанное приблизительно в XIX веке мастером по имени Такэда Моцугэ.

## История
Школа Фусэн-рю была основана мастером по имени Такэда Моцугэ (род. в 1794 или 1795 году) родом из Мацуяма. В 6 лет родители Такэды отдали его под заботу храма. Как говорят, Моцугэ, чьё детское имя было Тарао, был очень физически силён. В возрасте 12 лет он принял духовный путь и, согласно преданий, взял себе имя Фусэн, которое впоследствии использовал в названии собственной школы боевых искусств. В возрасте между 19 и 30 годами он встал на путь аскетичной боевой практики муся сюгё, изучая традиции различных школ и буддизма. В это время он изучал техники стиля Намба Иппо-рю под руководством Такахиси Инобэя-но Дзё Мицумаса, в котором он впоследствии получил мэнкё кайдэн. Кроме того, утверждают, что он Моцугэ изучал также Такэноути-рю, Сибукава-рю, Сэкигути-рю, Ёсин-рю, Ягю-рю, а также бадзюцу Оцубо-рю, содзюцу Ходзоин-рю и кусаригамадзюцу Ямада-рю.
В 1830 году Моцугэ стал священником храма Сайходзи в Бинго-но куни Ономити. За своё мощное телосложение и силу его прозвали «Гэнкоцу Осё» («священник с крепкими кулаками»). В 1867 году он умер.
На сегодняшний день знания школы Фусэн-рю можно найти в Окаяма. 7-м сокэ школы является Иноуэ Кадзутоси.

## Программа обучения
Технический арсенал школы включает:
- Атэми — удары;
- Симэ — удушающие приёмы ;
- Гякутэ — болевые выкручивания;
- Кэндзюцу — искусство фехтования;
- Дзёдзюцу — борьба при помощи дзё;
- Кусаригамадзюцу — борьба при помощи кусаригама.

## Генеалогия
Линия передачи традиций школы Фусэн-рю выглядит следующим образом:
1. Моцугэ Фусэн;
2. Такэда Садахару Ёситака;
3. Танабэ Торадзиро Ёсисада;
4. Танабэ Ёсисиро Ёсимицу;
5. Накаяма Эйдзабуро Ёсиюки;
6. Накаяма Кадза;
7. Иноуэ Кадзутоси Ёсицугу;
  - Ёсино Харуо;
    - Утитани Эйдзи (Биттю Нагао дэн);

  - Масумото Такамаса, мэнкё кайдэн, возглавляет «Бункэй» в Осаке.